# NGC 3942
NGC 3942 este o galaxie spirală situată în constelația Cupa. A fost descoperită în 1886 de către Francis Leavenworth.